# Tecnología IgY
La tecnología IgY es un término que refiere a la producción y utilización de anticuerpos aviares (inmunoglobulina Y - IgY-)  derivados de yema de huevo. Los anticuerpos IgY cumplen el mismo rol que los anticuerpos IgG en mamíferos y son la primera línea de defensa de las crías de las aves. Este mecanismo natural de protección es utilizado para fabricar grandes cantidades de un anticuerpo específico sin dañar al animal que lo produce. En este sentido, la tecnología IgY se encuentra alineada con el principio de las 3R  del Bienestar de los animales que propone Reducir, Refinar y Reemplazar a los animales de experimentación.
Para generar estos anticuerpos es necesario inmunizar un ave con una proteína o agente infeccioso de interés (virus, bacteria, etc.). Luego de que el sistema inmune del ave responde, los anticuerpos generados serán transferidos al huevo.
Hoy, esta tecnología posee numerosas aplicaciones en medicina humana y veterinaria ya que puede ser utilizada para diagnóstico y tratamiento de enfermedades infecciosas.